# Centrorhynchus grassei
Centrorhynchus grassei är en hakmaskart som beskrevs av Yves-Jean Golvan 1965. Centrorhynchus grassei ingår i släktet Centrorhynchus och familjen Centrorhynchidae. Inga underarter finns listade i Catalogue of Life.